# Борзинское городское поселение
Городско́е поселе́ние «Борзинское» — муниципальное образование в Борзинском районе Забайкальского края Российской Федерации.
Административный центр — город Борзя.

## История
Статус и границы городского поселения установлены Законом Читинской области от 19 мая 2004 года «Об установлении границ, наименований вновь образованных муниципальных образований и наделении их статусом сельского, городского поселения в Читинской области».

## Население
| 2002    | 2009    | 2010    | 2011    | 2012    | 2013    | 2014    |
| ------- | ------- | ------- | ------- | ------- | ------- | ------- |
| 31 588  | ↘30 473 | ↗31 496 | ↘31 433 | ↘30 937 | ↘30 426 | ↘29 937 |
| 2015    | 2016    | 2017    | 2018    | 2019    | 2020    | 2021    |
| ↘29 519 | ↘29 162 | ↘28 983 | ↗28 996 | ↗29 287 | ↗29 331 | ↗29 693 |

## Состав городского поселения
| № | Населённый пункт | Тип населённого пункта        | Население |
| - | ---------------- | ----------------------------- | --------- |
| 1 | Борзя            | город, административный центр | ↗29 596   |
| 2 | Зун-Торей        | железнодорожная станция       | ↘97       |